# Himno nacional de Palestina
El himno nacional de Palestina es Biladi (Mi país; en árabe: بلادي; Fida'i), también llamado Fidah'i (Revolucionario o el que da su vida por su patria; en árabe: فدائي). Fue adoptado como himno nacional del Estado de Palestina por la Autoridad Nacional Palestina (ANP) en 1996, de acuerdo con el artículo 31 de la declaración de independencia de Palestina de 1988.
Su letra fue escrita por Said Al Muzayin (conocido como Fata Al Thawra) en la década de 1970, su composición es obra del maestro egipcio Ali Ismael y fue conocido como el «himno de la Intifada» o «himno de la revolución palestina».
Desde 1936 otro himno, el Mawtani (Mi patria, árabe: موطني), ha sido utilizado extraoficialmente por los palestinos. Éste fue escrito por Ibrahim Touqan y compuesto por el compositor libanés Mohammad Flaifel. Mawtani no debe ser confundido con Biladi, el himno oficial.

## Letra deBiladi
بلادي يا أرضي يا أرض الجدود

بلادي بلادي بلادي

يا شعبي يا شعب الخلود

بعزمي وناري وبركان ثأري وأشواق دمي لأرضي وداري

صعدت الجبال

وخضت النضال
قهرت المحال عبرت الحدود

بلادي بلادي

بلادي

يا شعبي يا شعب الخلود
بعزم الرياح ونار السلاح وإصرار شعبي بأرض الكفاح

فلسطين

داري فلسطين ناري فلسطين

ثأري وأرض الصمود

بلادي بلادي

بلادي

يا شعبي يا شعب الخلود
بحق القسم تحت ظل العلم

بأرضي وشعبي ونار الألم

سأحيا فدائي
وأمضي فدائي وأقضي فدائي

الى أن تعود بلادي

بلادي يا شعب الخلود

## Transliteración
Coro:
Biladi Biladi
Biladi ya ardi ya arda al-judoud
Biladi Biladi
Biladi ya sha'bi ya sha'b al-khuloud
Bi'azmi wa nari wa burkani thari
Wa ashwaqi dammi li ardi wa dari
Sa'adto al-jibala wa khodto an-nidala
Qaharto al-mohala abarto al-hudood

Coro
Bi'azmi al-riyah wa nari al-silah
Wa israri sha'bi bi ardi al-kifah
Filisteeno dari Filisteeno nari
Filisteeno thari wa ardi as-sumood

Coro
Bihaqqi al-qasam tahta zilli al-'alam
Bi ardi w sha'bi wa nari al-alam
Sa ahya fida'i wa amdee fida'i
Wa aqdee fida'i ila ann ta'oud
Coro

## Traducción
Traducido del inglés.
Mi país, mi país
Mi país, mi tierra, tierra de mis antepasados
Mi país, mi país, mi país
Mi pueblo, pueblo de la perpetuidad
Con mi determinación, mi fuego y el volcán de mi venganza
Con el anhelo de mi sangre por mi tierra y mi casa
He escalado las montañas y combatido en las guerras
He vencido al imposible, y cruzado las fronteras
Mi país, mi país, mi país
Mi pueblo, pueblo de la perpetuidad
Con la voluntad de los vientos y el fuego de los fusiles
Y la determinación de mi nación en la tierra de la lucha
Palestina es mi hogar, Palestina es mi fuego,
Palestina es mi venganza y la tierra de la resistencia
Mi país, mi país, mi país
Mi pueblo, pueblo de la perpetuidad
Por el juramento bajo la sombra de la bandera
Por mi tierra y mi nación, y el fuego del dolor
Viviré como un fedayín, siempre seré un fedayín,
Moriré como un fedayín - hasta que mi país vuelva
Mi país, pueblo de la perpetuidad